# Mertasaari (ö i Mellersta Finland, Äänekoski, lat 62,86, long 26,04)
Mertasaari är en ö i Finland. Den ligger i sjön Keitele och i kommunen Äänekoski i den ekonomiska regionen  Äänekoski ekonomiska region  och landskapet Mellersta Finland, i den centrala delen av landet, 300 km norr om huvudstaden Helsingfors. Öns area är 5,9 hektar och dess största längd är 340 meter i nord-sydlig riktning.